# Чёрный кубометр
«Чёрный кубоме́тр» — памятник картине «Чёрный квадрат» Казимира Малевича, открытый Юрием Ростом во дворике собственного дома «Конюшня Роста» на Чистых прудах в 2015 году к столетию картины.

## История

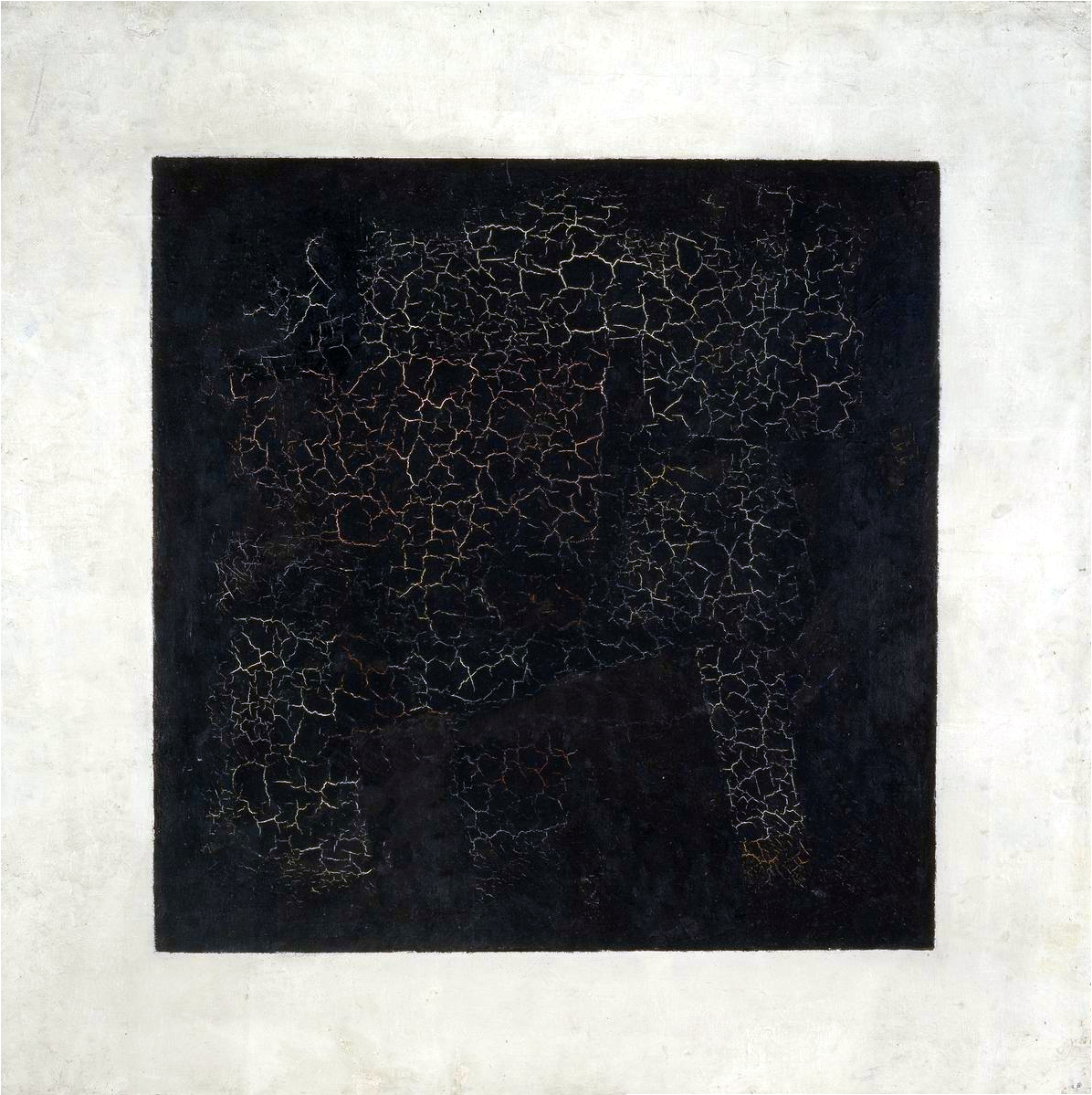
Казимир Малевич.
Чёрный квадрат. 1915

В первой половине 1990-х годов фотограф и журналист Юрий Рост купил на Чистых прудах бывшую конюшню чаезаводчиков Боткиных, которую отреставрировал и сделал своей мастерской. Мастерская получила неофициальное название «Конюшня Роста», перешедшее затем на название известной телепередачи, которую вёл сам Рост.